# Macquartia pegomyioides
Macquartia pegomyioides är en tvåvingeart som beskrevs av Richter och Wood 1995. Macquartia pegomyioides ingår i släktet Macquartia och familjen parasitflugor. Inga underarter finns listade i Catalogue of Life.